# Bolaños
Bolaños es una localidad del estado mexicano de Jalisco. Es cabecera del municipio de Bolaños.

## Demografía
| Gráfica de evolución demográfica |
|                                  |

| Censo | Población |
| ----- | --------- |
| 1900  | 1 063     |
| 1910  | 356       |
| 1921  | 281       |
| 1930  | 880       |
| 1940  | 647       |
| 1950  | 347       |
| 1960  | 423       |
| 1970  | 577       |
| 1980  | 1 070     |
| 1990  | 1 112     |
| 2000  | 982       |
| 2010  | 924       |
| 2020  | 1 086     |